# 亮州
亮州是唐代黔州都督府所屬的一個羈縻州。治所在今贵州省锦屏县东南。辖境相当今贵州省锦屏、黎平等县。属黔州都督府。宋代屬夔州路紹慶府，南宋后废。